# Duitsland op het Eurovisiesongfestival 1989
Duitsland deed mee aan het Eurovisiesongfestival 1989 in Lausanne. Het was de 34ste deelname van het land aan het Eurovisiesongfestival.

## Selectieprocedure
De finale werd gehouden in het Deutsches Theater  in München en werd gepresenteerd door Hape Kerkeling.
In totaal deden er 10 acts mee aan deze nationale finale.
De winnaar werd gekozen door televoting.
| Volgorde | Artiest          | Lied                        | Punten | Plaats |
| -------- | ---------------- | --------------------------- | ------ | ------ |
| 1        | Die Erben        | Bitte, nicht nochmal        | 1799   | 7de    |
| 2        | Xanadu           | Einen Traum für diese Welt  | 10891  | 2de    |
| 3        | Clou             | Heut' nacht sind sie allein | 1156   | 9de    |
| 4        | Dorkas           | Ich hab' Angst              | 7973   | 3de    |
| 5        | Francesco Napoli | Viva l'amore                | 1659   | 8ste   |
| 6        | ZouZou           | Ich such' dich              | 1941   | 6de    |
| 7        | Andreas Martin   | Herz an Herz                | 3855   | 4de    |
| 8        | Canan Braun      | Wunderland                  | 2570   | 5de    |
| 9        | Nino de Angelo   | Flieger                     | 14625  | 1ste   |
| 10       | Caren Faust      | Diese Zeit                  | 841    | 10de   |

## In Lausanne
In de finale van het Eurovisiesongfestival 1987 moest Duitsland optreden als 21ste, net na IJsland en voor Joegoslavië. Op het einde van de stemming bleek dat ze op een 14de plaats geëindigd waren met 46 punten.
Nederland  en België gaven respectievelijk 0 en 5 punten aan deze inzending.

### Gekregen punten
| 12 punten           | 10 punten | 8 punten                | 7 punten              | 6 punten                       |
| ------------------- | --------- | ----------------------- | --------------------- | ------------------------------ |
|                     |           |                         | - Denemarken - Italië | - Zweden - Zwitserland         |
| 5 punten            | 4 punten  | 3 punten                | 2 punten              | 1 punt                         |
| - België - Portugal |           | - Griekenland - IJsland | - Ierland             | - Cyprus - Verenigd Koninkrijk |

### Gegeven punten
Punten gegeven in de finale:
| 12 punten | Verenigd Koninkrijk |
| 10 punten | Spanje              |
| 8 punten  | Zweden              |
| 7 punten  | Italië              |
| 6 punten  | Nederland           |
| 5 punten  | Oostenrijk          |
| 4 punten  | Ierland             |
| 3 punten  | Israël              |
| 2 punten  | Frankrijk           |
| 1 punt    | Joegoslavië         |

1956 · 1957 · 1958 · 1959 · 1960 · 1961 · 1962 · 1963 · 1964 · 1965 · 1966 · 1967 · 1968 · 1969 · 1970 · 1971 · 1972 · 1973 · 1974 · 1975 · 1976 · 1977 · 1978 · 1979 · 1980 · 1981 · 1982 · 1983 · 1984 · 1985 · 1986 · 1987 · 1988 · 1989 · 1990 · 1991 · 1992 · 1993 · 1994 · 1995 · 1996 · 1997 · 1998 · 1999 · 2000 · 2001 · 2002 · 2003 · 2004 · 2005 · 2006 · 2007 · 2008 · 2009 · 2010 · 2011 · 2012 · 2013 · 2014 · 2015 · 2016 · 2017 · 2018 · 2019 · 2020 · 2021 · 2022 · 2023 · 2024 · 2025